# Volksbank in Ostwestfalen

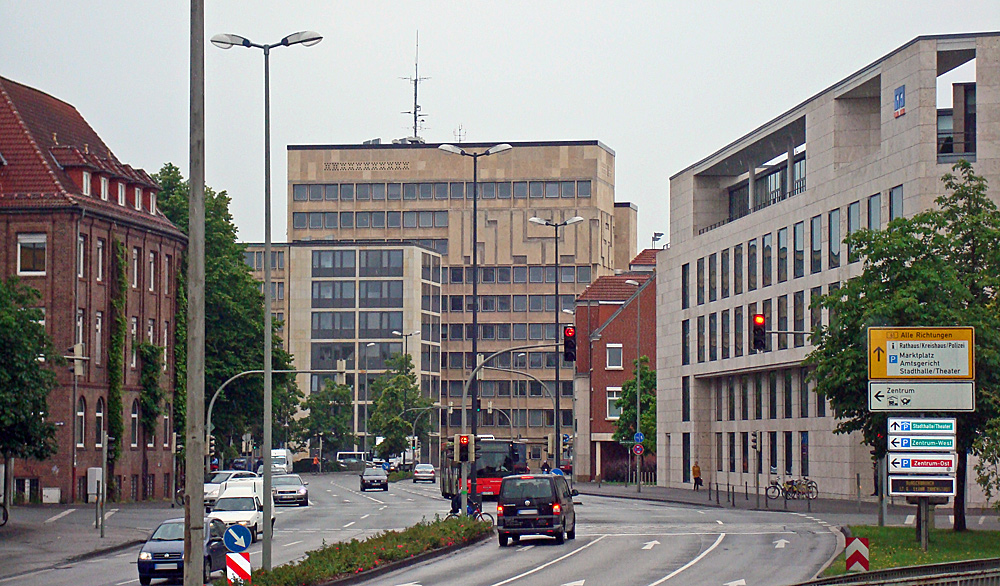
Blick auf das Gütersloher Rathaus, rechts die 2004 erbaute Volksbank-Zentrale

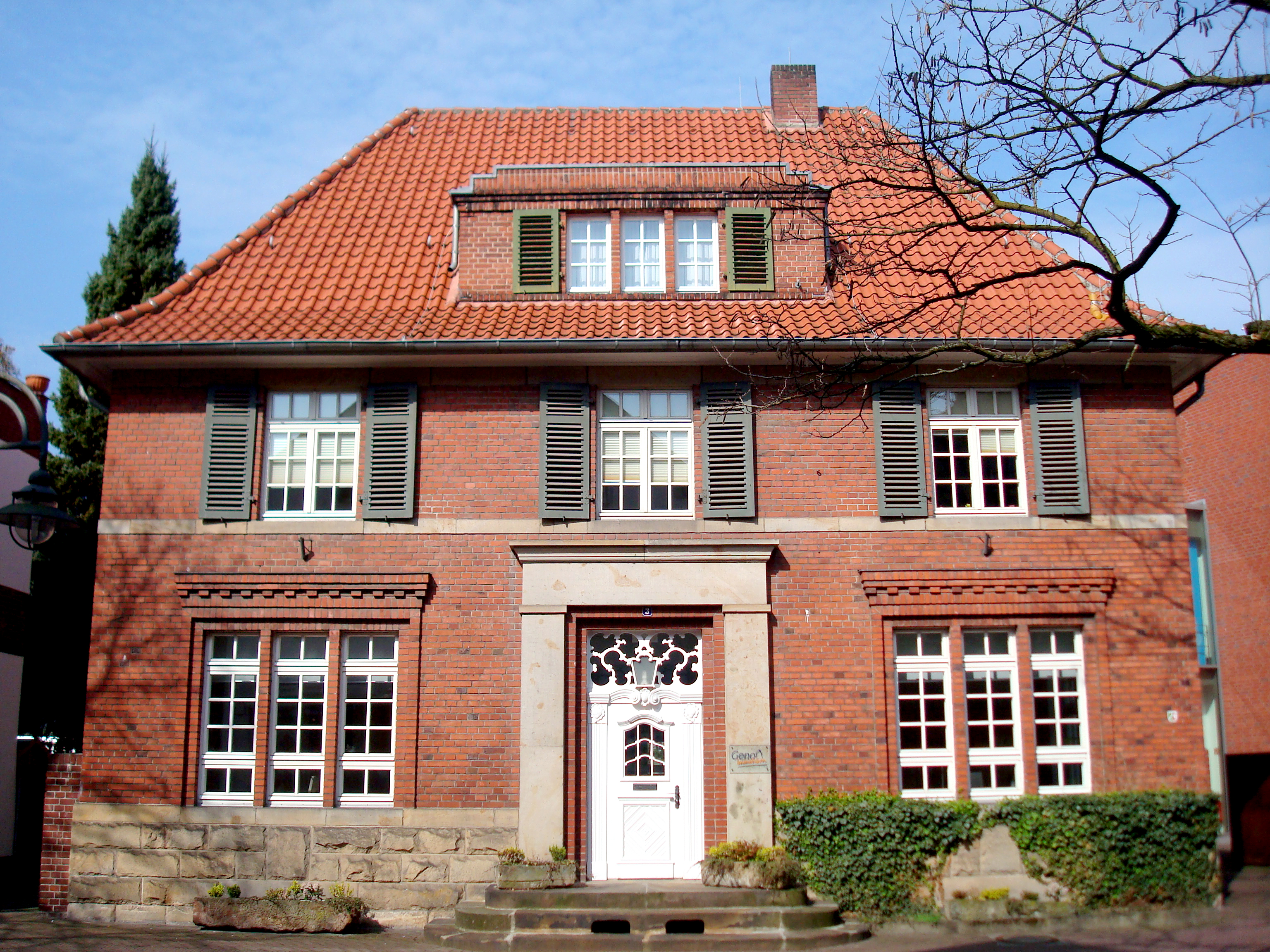
Ehemalige Volksbank-Zentrale (erbaut 1933) in der Moltkestraße, heute Sitz der Volksbank-Tochter Geno Immobilien

Die Volksbank in Ostwestfalen eG ist eine regionale Genossenschaftsbank mit Sitz in der ostwestfälischen Großstadt Bielefeld. Die Volksbank in Ostwestfalen entstand im August 2024 aus der Fusion der Volksbanken Bielefeld-Gütersloh eG und der Herford-Mindener Land eG.

## Organisationsstruktur
Die wichtigsten Organe der Volksbank in Ostwestfalen eG sind der Vorstand, der Aufsichtsrat und die Vertreterversammlung. Als Genossenschaftsbank haben die Mitglieder ein Stimmrecht bei der Vertreterversammlung oder Vertreterwahl. So können Mitglieder beispielsweise darüber entscheiden, wie der Gewinn verwendet wird.
Jedes Mitglied hat eine Stimme und kann alle vier Jahre ihre Mitgliedervertreter wählen. Diese Vertreter nehmen an der jährlichen Vertreterversammlung teil. Die Vertreterversammlung stimmt ab über den Jahresabschluss, die Gewinnverwendung, Satzungsänderungen und ggfs. Fusionsvorhaben. Sie wählt außerdem den Aufsichtsrat.
Der Aufsichtsrat überwacht die Geschäftsführung. Er berichtet auf der Vertreterversammlung über den Jahresabschluss und die durchgeführte Prüfung.

## Geschichte
Die Geschichte der Volksbank in Ostwestfalen reicht zurück in das 19. Jahrhundert, als sich die ersten genossenschaftlichen Spar- und Darlehenskassen gründeten. Die heutigen Volksbank in Ostwestfalen setzt sich zusammen aus mehr als 30 ursprünglichen Spar- und Darlehensvereinen in den Gebieten Bielefeld, Gütersloh, Herford und Mindener Land.
2014 fusionierte die Volksbank Gütersloh mit der Bielefelder Volksbank. Im Vorjahr hatte die Volksbank Gütersloh eine Bilanzsumme von 2.201 Millionen Euro, Einlagen von 1.688 Millionen Euro, 561 Mitarbeiter und 62.983 Mitglieder verzeichnet. Die Bielefelder Volksbank hatte zum Zeitpunkt der Fusion 37.206 Mitglieder.
Im Geschäftsjahr 2023 leitete schließlich die Volksbank Bielefeld-Gütersloh die Vorbereitungen für eine strategische Fusion mit der Volksbank Herford-Mindener Land ein, mit dem Ziel, im Jahr 2024 als neue Volksbank in Ostwestfalen eG zu operieren. Zum 1. August 2024 ist mit der Eintragung in das Genossenschaftsregister die Volksbank in Ostwestfalen entstanden.

## Genossenschaftliche Idee
Die Geschichte der Genossenschaftsbanken begann im 19. Jahrhundert in einer Zeit, die von sozialer Not geprägt war. Bäuerinnen und Bauern, Handwerkerinnen und Handwerker sowie kleine Unternehmen benötigten Kredite und waren auf private Geldverleiher angewiesen. Viele verschuldeten sich und verloren ihre wirtschaftliche Existenz. Um den Mittelstand zu unterstützen, entwickelten Hermann Schulze-Delitzsch und Friedrich Wilhelm Raiffeisen fast zeitgleich die genossenschaftliche Idee der „Hilfe zur Selbsthilfe“. Sie regten die Gründung von Kredit- bzw. Darlehenskassenvereinen an.
Genossenschaftsbanken verstehen sich als Wertegemeinschaft und richten ihr Handeln an klar definierten genossenschaftlichen Werten aus. Dazu zählen Partnerschaftlichkeit, Transparenz, Solidarität, Vertrauen, Fairness und Verantwortung.

## Gesellschaftliches Engagement
In der Tradition der genossenschaftlichen Idee unterstützt die Volksbank in Ostwestfalen zahlreiche ehrenamtliche Projekte, Initiativen und Vereine in der Region Ostwestfalen. Hierzu gehören beispielsweise die Bereiche der Kinder- und Jugendarbeit, Bildung, Ausbildung und soziale Belange. Teil der Volksbank in Ostwestfalen sind 4 regionale Stiftungen zur Förderung regionaler Projekte: In Bad Oeynhausen-Herford, Bielefeld-Gütersloh, Enger-Spenge sowie in der Region Mindener Land.
Im Jahr 2024 wurden über 1,4 Mio. Euro Spenden und Sponsoring gezahlt. Hinzu kommen Spenden über die Volksbank-Stiftungen. Mit der Crowdfunding-Plattform der Volksbank können gemeinnützige Vereine zusätzlich Spenden einsammeln.
Mit den „Sternen des Sports“ zeichnen die Volksbanken und Raiffeisenbanken und der Olympische Sportbund Sportvereine aus ganz Deutschland für ihr gesellschaftliches Engagement aus.

## Nachhaltigkeit
Im April 2011 gründeten die Volksbank Gütersloh und die Stadtwerke Gütersloh die Energiegenossenschaft GrünEnergie eG, die Projekte zur ökologischen Energieerzeugung finanziert.
Die Volksbank in Ostwestfalen engagiert sich in verschiedenen Bereichen der Nachhaltigkeit. Mit dem NachhaltigkeitsInvest bietet sie eine Geldanlage, die einen besonderen Fokus auf ethische, soziale und ökologische Kriterien legt. In einer Aktion wurden durch die Volksbank in Ostwestfalen 1.372 Bäume in der Region gepflanzt – symbolisch für jeden Mitarbeiter und jede Mitarbeiterin der Bank.

## Kultur und Gastronomie
2011 feierte die Volksbank Gütersloh ihr 125-jähriges Bestehen. Im November eröffnete sie in Kooperation mit einem örtlichen Gastronom in zentraler Lage der Gütersloher Innenstadt das „Bankery“, einen gastronomischen Betrieb.
Der Standort am Kesselbrink in Bielefeld wurde im Jahr 2018 neu eröffnet. Hierzu gehörte die Neugestaltung der Volksbank-Lobby, die fortan für wechselnde Kunstausstellungen und kulturelle Events genutzt wird. Bestandteil der Lobby ist auch die Gastronomie „Frische Mische“, die öffentlich zugänglich ist.

## Unternehmenssitze
Hauptsitz der Volksbank in Ostwestfalen ist die Zentrale am Kesselbrink in Bielefeld.
Das Gebäude des Regionalzentrums Herford an der Werrestraße wurde 1911/12 durch Julius Weinberg nach den Entwürfen des Herforder Architekten Paul Münter errichtet. Das Gebäude steht unter Denkmalschutz.
2004 wurde auf einem fast 6.000 m² großen Grundstück gegenüber dem Gütersloher Hauptbahnhof die neue, vom Frankfurter Büro Turkali Architekten geplante Zentrale der Volksbank Gütersloh, das heutige Regionalzentrum Gütersloh, errichtet.
Das Gebäude des Regionalzentrums Minden wurde im Juli 2011 von der Volksbank Mindener Land gekauft. Zusätzlich wurde auf dem vorderen Teil des Grundstücks ein SB-Pavillon errichtet.